# 東京都立一橋高等学校
東京都立一橋高等学校（とうきょうとりつ ひとつばしこうとうがっこう）は、東京都千代田区東神田一丁目に所在する東京都立高等学校。

## 概要
1908年に開校した今川裁縫補修所を創基とした旧・東京都立今川高等学校と、1940年に開校した東京市立蒲田工業学校を創基とする旧・東京都立神田高等学校が1950年に合併し、「東京都立一橋高等学校」として開校。
同校は昭和50年代前半までは進学校として名を馳せ、昭和24年 - 昭和44年までの間は平均2 - 3名の東京大学合格者を輩出。その後学校群制度等により次第に進学実績は後退。
2005年に学年制の全日制・夜間定時制から、単位制の昼間部（Ⅰ・Ⅱ部）と夜間部（Ⅲ部）を併設する昼夜間定時制と、通信制を設置する高校として再出発した。なお所在地は一橋ではなく東神田である。
他校とは違い、通信制課程でのスクーリング（面接授業）は土曜日に集中的に行われ、授業内容も凝縮された駆け足型のものになっている。開庁（開校）時間は学期内であれば基本的に火曜日から土曜日まで（祝日を除く）の8時から5時になっており、登校が可能であるが、木曜日以外は電話での予約により教員との予定を窺うことが必要とされる。なお、火曜日から土曜日は電話での質問は8時40分またはその直前から可能であるが、教員の準備の都合もあるため、9時からが推奨される。

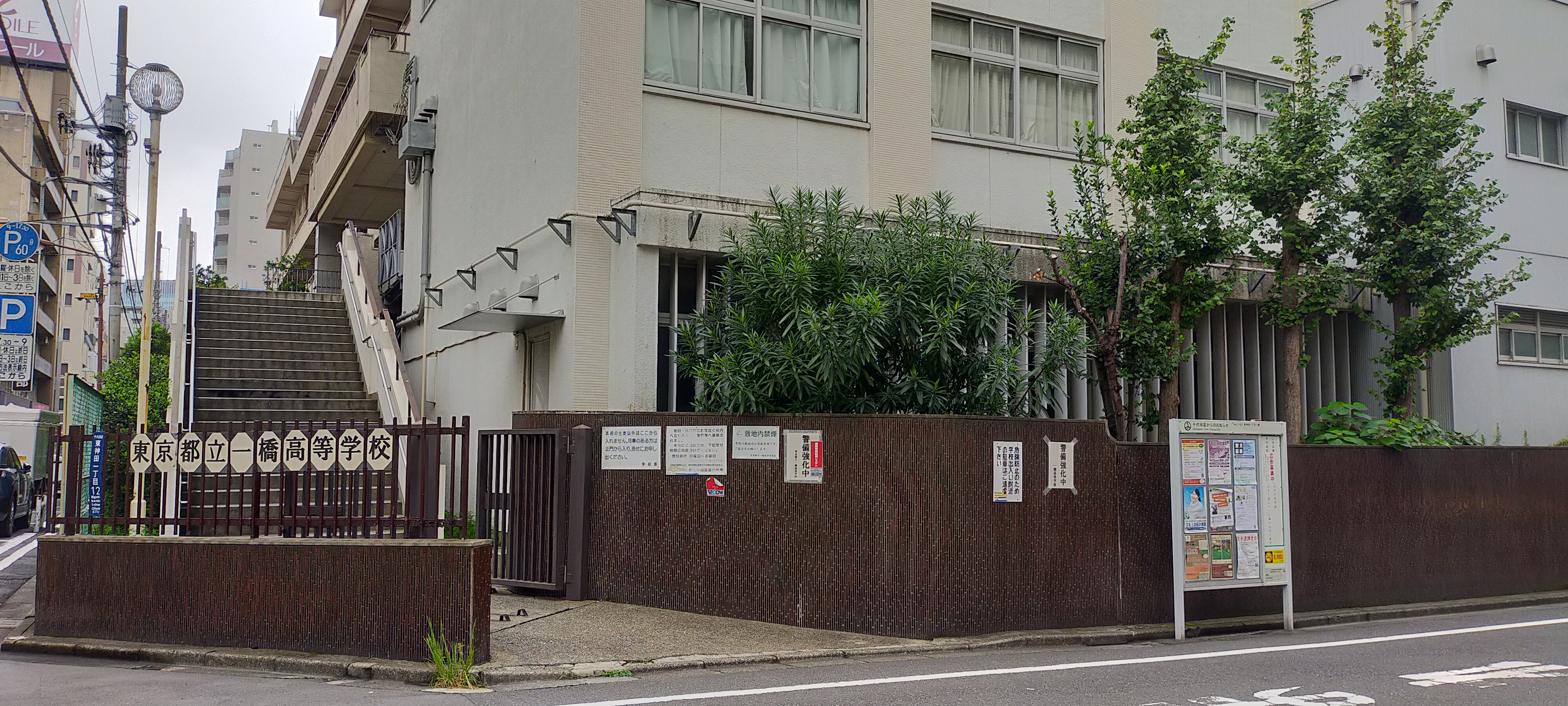
開放直後の生徒用昇降口 開放時刻は8時であり、当時は8時前だった。

同校では以上のような遵守すべき規則があり、それらが記載された『通信教育のしおり』が卒業するまで毎年生徒に配布される。違反者には指導が入り、最悪の場合退学になることもある。

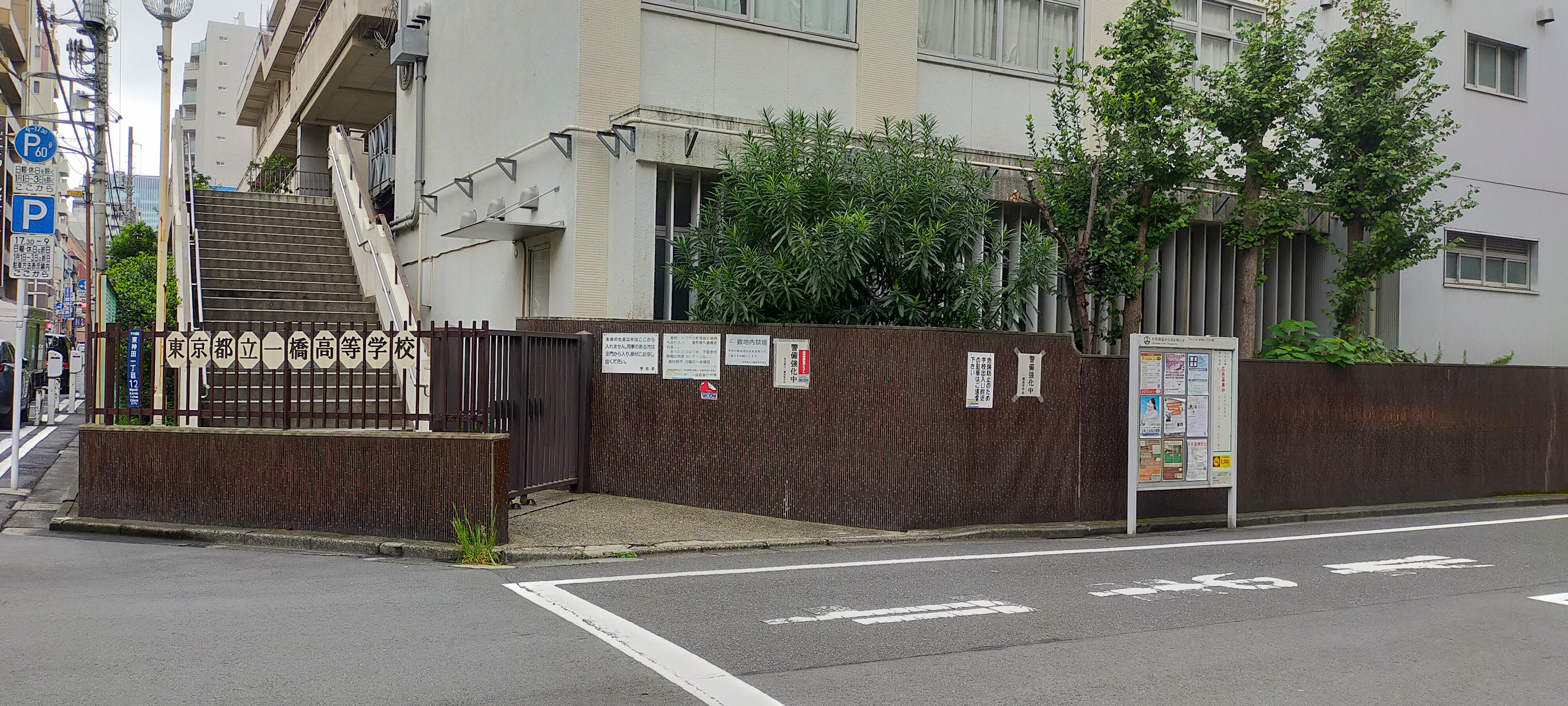
開放直前の生徒用昇降口

同校では卒業するためにスクーリングに遅刻せず規定数以上出席する、レポートに取り組み試験を受けどちらも合格する必要がある。
さらに、手持ちの端末からアクセスできるeラーニングシステムの「moca」が利用できる。「moca」ではレポートの提出およびその確認、出席数、評定の確認ができる。

## 沿革
- 1950年 - 東京都立今川高等学校と東京都立神田高等学校を統合、現在地に開校。今川高校は今川裁縫補修所（1908年創立）・神田女子実業補習学校（1913年創立）・麹町実科女学校（1924年創立）、神田高校は東京市立蒲田工業学校（1940年創立）を前身としている。
- 1976年9月 - 現校舎竣工。
- 2000年11月 - 創立50周年記念式典挙行。
- 2005年4月 - 単位制の昼夜間定時制及び通信制課程が開校。（都立上野高校通信制課程が同校へ移転。）
- 2006年3月 - 2005年度卒業生を以って全日制閉課程。（都立上野高校通信制一橋分校閉課程。）
- 2006年4月 - 小石川高校定時制が同校へ移転（都立小石川高校一橋分校2009年3月閉課程）。
- 2008年3月 - 2007年度卒業生を以って夜間定時制（学年制）閉課程。

## 著名な出身者
- ビクトル古賀（格闘家。日本を代表するサンボ指導者）
- 室町澄子（元NHKアナウンサー）
- 伊沢弘（俳優）
- 三遊亭歌奴(3代目)（落語家。中退）
- 高塚猛（元福岡ダイエーホークス社長）
- 高山俊吉（弁護士）
- 長新太（イラストレーター）
- 松井孝夫（作詞、作曲家）
- 木原さとみ（元東京パフォーマンスドールメンバー）
- 竹内洋岳（登山家。日本人初の8000メートル峰全14座の登頂者）
- 堀越のり（タレント）
- 達城龍次（地方競馬騎手）
- きりやはるか（お笑いカルテットぼる塾のメンバー）（定時制）

## 交通
- JR総武快速線馬喰町駅 徒歩3分
- 都営地下鉄新宿線馬喰横山駅 徒歩4分
- JR中央・総武緩行線・都営地下鉄浅草線 浅草橋駅 徒歩5分